# Krankalla

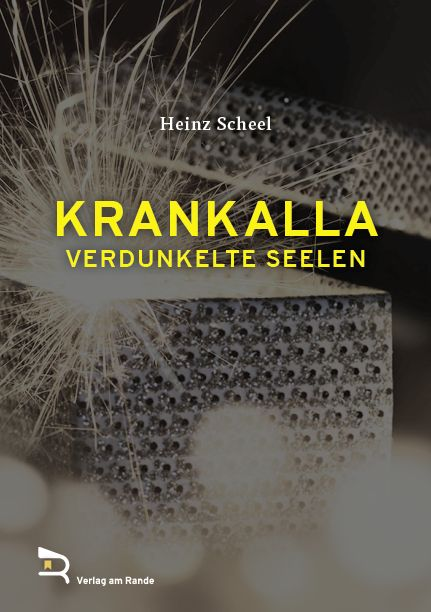
Buchtitel Krankalla – Verdunkelte Seelen

Krankalla – Verdunkelte Seelen ist der Titel einer romanhaften Biografie, erschienen im Herbst 2020. Der Autor Heinz Scheel schildert in seinem Debütroman seine bewegte Kindheit und Jugend im Sauerland während der deutschen Nachkriegszeit. Die fiktive Romanfigur Krankalla verkörpert in der komplexen Geschichte ein Phantasiewesen, die „Spinne“ einer Fabel über die Menschheit. Neben Rückblenden in den Zweiten Weltkrieg umspannt die Erzählung einen Zeitraum von zwölf Jahren, zwischen den Weihnachtsfesten 1957 und 1969. Das vielschichtige Werk setzt sich mit menschlichen Abgründen, der Kunst, der Liebe und dem inneren Frieden auseinander.

## Ausgaben
- Heinz Scheel, „Krankalla – Verdunkelte Seelen“, Erstausgabe September 2020, 420 Seiten, Hardcover, Verlag am Rande, Sipbachzell/Österreich

## Rezensionen
- Radiobeitrag im SWR 4 über den Roman Krankalla
- Hörerrezension in der Sendung „Bücher“ im WDR 5 über den Roman Krankalla